# Pierre Bellon
Pierre Bellon (24/01/1930 – 31/01/2022) là một doanh nhân và tỷ phú người Pháp. Ông cũng là người người sáng lập Sodexo, một công ty đa quốc gia về quản lý cơ sở vật chất và dịch vụ thực phẩm.

## Sự nghiệp
Bellon gia nhập Société d'exploitations hôtelières, aériennes, maritimes et terrestres vào năm 1958 với vị trí trợ lý hành chính. Sau này, ông dần thăng tiến và trở thành Giám đốc điều hành của công ty.
Năm 1966, Bellon thành lập Sodexho SA (đến năm 2008 thì đổi tên thành Sodexo). Sodexo là công ty chuyên cung cấp dịch vụ phụ trợ cho hàng nghìn tổ chức, bao gồm trường học, bệnh viện, trung tâm hưu trí, văn phòng công ty và chính phủ, quân đội, cơ sở giải trí và cơ sở cải huấn. Cổ phiếu công ty được niêm yết công khai trên thị trường chứng khoán New York và Paris. Bellon từ chức giám đốc điều hành tập đoàn Sodexo vào năm 2005, nhưng vẫn tiếp tục giữ chức chủ tịch công ty cho đến tháng 1 năm 2016, khi con gái ông là Sophie Bellon kế nhiệm ông làm chủ tịch.